# Chrysotachina auriceps
Chrysotachina auriceps är en tvåvingeart som beskrevs av O'hara 2002. Chrysotachina auriceps ingår i släktet Chrysotachina och familjen parasitflugor.
Artens utbredningsområde är Arizona. Inga underarter finns listade i Catalogue of Life.